# BKS Stal Bielsko-Biała w Pucharze Polski (od sezonu 2001/2002)

## Mecze BKS-u w poszczególnych sezonach
| sezon     | runda                                  |                                                                               | wynik        | data                 |
| --------- | -------------------------------------- | ----------------------------------------------------------------------------- | ------------ | -------------------- |
| 2001/2002 | Śląski ZPN grupa bielska ćwierćfinał   | Wilamowiczanka Wilamowice – BKS "Stal" Bielsko-Biała                          | 2:9          | b.d.                 |
| 2001/2002 | półfinał                               | Walcownia Czechowice-Dziedzice – BKS "Stal" Bielsko-Biała                     | 2:1          | 10 kwietnia 2002     |
| 2002/2003 | Śląski ZPN grupa bielska II runda      | Sokół Zabrzeg – BKS "Stal" Bielsko-Biała                                      | 3:1 p.d.     | 11 września 2002     |
| 2003/2004 | Śląski ZPN grupa bielska II runda      | Wilamowiczanka Wilamowice – BKS "Stal" Bielsko-Biała                          | 3:1          | 17 września 2003     |
| 2004/2005 | Śląski ZPN grupa bielska runda wstępna | Zamek Grodziec Śląski – BKS "Stal" Bielsko-Biała                              | 0:6          | 31 lipca 2004        |
| 2004/2005 | I runda                                | Drzewiarz Jasienica – BKS "Stal" Bielsko-Biała                                | 3:5          | b.d                  |
| 2004/2005 | II runda                               | BKS "Stal" Bielsko-Biała – LKS Czaniec                                        | 2:1          | 29 września 2004     |
| 2004/2005 | półfinał                               | Rekord Bielsko-Biała – BKS "Stal" Bielsko-Biała                               | ?:?          | 20 kwietnia 2004     |
| 2004/2005 | finał                                  | BKS "Stal" Bielsko-Biała – ??                                                 | ?:?          | 27 kwietnia 2004     |
| 2004/2005 | śląski ZPN I runda                     | Przyszłość Ciochowice – BKS "Stal" Bielsko-Biała                              | 2:3          | 11 maja 2004         |
| 2004/2005 | ćwierćfinał                            | BKS "Stal" Bielsko-Biała – Czarni-Góral Żywiec                                | 6:1          | 2 czerwca 2004       |
| 2004/2005 | półfinał                               | BKS "Stal" Bielsko-Biała – Górnik Jastrzębie Zdrój                            | 5:2 p.d.     | 14 czerwca 2004      |
| 2004/2005 | finał                                  | BKS "Stal" Bielsko-Biała – GKS Tychy '71                                      | 0:2          | 21 czerwca 2004      |
| 2005/2006 | Śląski ZPN grupa bielska runda wstępna | Rekord Bielsko-Biała – BKS "Stal" Bielsko-Biała                               | 1:5          | 27 lipca 2005        |
| 2005/2006 | I runda                                | LKS Bestwina – BKS "Stal" Bielsko-Biała                                       | 2:3          | 31 lipca 2005        |
| 2005/2006 | II runda                               | Soła Kobiernice – BKS "Stal" Bielsko-Biała                                    | 0:3 (w.o.)   | 31 sierpnia 2005     |
| 2005/2006 | III runda                              | Zapora Porąbka – BKS "Stal" Bielsko-Biała                                     | 2:3          | 21 września 2005     |
| 2005/2006 | IV runda                               | LKS Czaniec – BKS "Stal" Bielsko-Biała                                        | 0:1          | 18 marca 2006        |
| 2005/2006 | śląski ZPN 1/8 finału                  | BKS "Stal" Bielsko-Biała – Raków Częstochowa BKS Stal wycofał się z rozgrywek | 0:3 (w.o.)   | 24 maja 2006         |
| 2005/2006 | szczebel centralny runda wstępna       | Nysa Zgorzelec – BKS "Stal" Bielsko-Biała                                     | 2:1          | 2 sierpnia 2006      |
| 2006/2007 | Śląski ZPN grupa bielska I runda       | Zapora Porąbka – BKS "Stal" Bielsko-Biała                                     | 0:4          | 26 lipca 2006        |
| 2006/2007 | II runda                               | wolny los                                                                     | -            | -                    |
| 2006/2007 | III runda                              | MRKS Czechowice-Dziedzice – BKS "Stal" Bielsko-Biała                          | 3:1          | 23 sierpnia 2006     |
| 2007/2008 | Śląski ZPN grupa bielska I runda       | Orzeł Kozy – BKS "Stal" Bielsko-Biała                                         | 0:8          | 29 lipca 2007        |
| 2007/2008 | II runda                               | Pionier Pisarzowice – BKS "Stal" Bielsko-Biała                                | 0:2          | 5 sierpnia 2007      |
| 2007/2008 | III runda                              | Zapora Porąbka – BKS "Stal" Bielsko-Biała                                     | 1:0 p.d.     | 22 sierpnia 2007     |
| 2008/2009 | Śląski ZPN grupa bielska II runda      | LKS Czaniec – BKS "Stal" Bielsko-Biała                                        | 0:1          | 12 sierpnia 2008     |
| 2008/2009 | III runda                              | MRKS Czechowice-Dziedzice – BKS "Stal" Bielsko-Biała                          | 1:3 p.d.     | 27 sierpnia 2008     |
| 2008/2009 | półfinał                               | Halny Kalna – BKS "Stal" Bielsko-Biała                                        | 0:10         | 17 września 2008     |
| 2008/2009 | finał                                  | Rekord Bielsko-Biała – BKS "Stal" Bielsko-Biała                               | 2:3          | 1 października 2008  |
| 2008/2009 | Śląski ZPN I runda                     | wolny los                                                                     | -            | -                    |
| 2008/2009 | ćwierćfinał                            | Czarni-Góral Żywiec – BKS "Stal" Bielsko-Biała                                | 0:3 (w.o.)   | 26 maja 2009         |
| 2008/2009 | półfinał                               | BKS "Stal" Bielsko-Biała – Ruch Radzionków                                    | 0:2          | 9 czerwca 2009       |
| 2009/2010 | Śląski ZPN grupa bielska II runda      | MRKS II Czechowice-Dziedzice – BKS "Stal" Bielsko-Biała                       | 1:3          | 12 sierpnia 2009     |
| 2009/2010 | III runda                              | MRKS Czechowice-Dziedzice – BKS "Stal" Bielsko-Biała                          | 1:3          | 2 września 2009      |
| 2009/2010 | półfinał                               | Rekord Bielsko-Biała – BKS "Stal" Bielsko-Biała                               | 0:1          | 30 września 2009     |
| 2009/2010 | finał                                  | Podbeskidzie II Bielsko-Biała – BKS "Stal" Bielsko-Biała                      | 2:3          | 17 października 2009 |
| 2009/2010 | Śląski ZPN I runda                     | Rozwój Katowice – BKS "Stal" Bielsko-Biała                                    | 2:1          | 26 maja 2010         |
| 2010/2011 | Śląski ZPN grupa bielska I runda       | MRKS Czechowice-Dziedzice – BKS "Stal" Bielsko-Biała                          | 2:3 p.d.     | 4 sierpnia 2010      |
| 2010/2011 | II runda                               | LKS Czaniec – BKS "Stal" Bielsko-Biała                                        | 2:0          | 17 sierpnia 2010     |
| 2011/2012 | Śląski ZPN grupa bielska I runda       | Rekord Bielsko-Biała – BKS "Stal" Bielsko-Biała                               | 0:1          | 3 sierpnia 2011      |
| 2011/2012 | II runda                               | Zapora Wapienica – BKS "Stal" Bielsko-Biała                                   | 1:3          | 7 września 2011      |
| 2011/2012 | półfinał                               | Drzewiarz Jasienica – BKS "Stal" Bielsko-Biała                                | 0:1          | 21 września 2011     |
| 2011/2012 | finał                                  | Sokół Buczkowice – BKS "Stal" Bielsko-Biała                                   | 0:1          | 26 listopada 2011    |
| 2011/2012 | Śląski ZPN I runda                     | Czarni-Góral Żywiec – BKS "Stal" Bielsko-Biała                                | 0:4 p.d.     | 15 maja 2012         |
| 2011/2012 | 1/4 finału                             | KS Wisła – BKS "Stal" Bielsko-Biała                                           | 1:0          | 22 maja 2012         |
| 2012/2013 | Śląski ZPN grupa bielska I runda       | LKS Czaniec – BKS "Stal" Bielsko-Biała                                        | 3:4          | 28 lipca 2012        |
| 2012/2013 | 1/4 finału                             | Spójnia Landek – BKS "Stal" Bielsko-Biała                                     | 3:2          | 4 września 2012      |
| 2013/2014 | Śląski ZPN grupa bielska I runda       | Drzewiarz Jasienica – BKS "Stal" Bielsko-Biała                                | 0:2          | 3 sierpnia 2013      |
| 2013/2014 | II runda                               | Pasjonat Dankowice – BKS "Stal" Bielsko-Biała                                 | 0:3          | 28 sierpnia 2013     |
| 2013/2014 | 1/2 finału                             | LKS Czaniec – BKS "Stal" Bielsko-Biała                                        | 3:1 p.d.     | 25 września 2013     |
| 2014/2015 | Śląski ZPN grupa bielska 1/4 finału    | Drzewiarz Jasienica – BKS "Stal" Bielsko-Biała                                | 0:0 (k. 4:2) | 17 września 2014     |
| 2015/2016 | Śląski ZPN grupa bielska II runda      | Czarni Jaworze – BKS "Stal" Bielsko-Biała                                     | 0:11         | 19 sierpnia 2015     |
| 2015/2016 | III runda                              | Rekord II Bielsko-Biała – BKS "Stal" Bielsko-Biała                            | 0:3          | 2 września 2015      |
| 2015/2016 | 1/2 finału                             | LKS Czaniec – BKS "Stal" Bielsko-Biała                                        | 4:3 p.d.     | 7 października 2015  |
| 2016/2017 | Śląski ZPN grupa bielska II runda      | GLKS Wilkowice – BKS "Stal" Bielsko-Biała                                     | 0:4          | 9 sierpnia 2016      |
| 2016/2017 | III runda                              | MRKS Czechowice-Dziedzice – BKS "Stal" Bielsko-Biała                          | 0:3          | 31 sierpnia 2016     |
| 2016/2017 | 1/2 finału                             | Spójnia Landek – BKS "Stal" Bielsko-Biała                                     | 0:2          | 21 września 2016     |
| 2016/2017 | finał                                  | Rekord Bielsko-Biała – BKS "Stal" Bielsko-Biała                               | 1:0          | 26 kwietnia 2017     |
| 2017/2018 | Śląski ZPN grupa bielska II runda      | Sokół Zabrzeg – BKS "Stal" Bielsko-Biała                                      | 0:14         | 9 sierpnia 2017      |
| 2017/2018 | III runda                              | wolny los                                                                     | wolny los    | wolny los            |
| 2017/2018 | 1/4 finału                             | Spójnia Landek – BKS "Stal" Bielsko-Biała                                     | 4:0          | 13 września 2017     |
| 2018/2019 | Śląski ZPN grupa bielska II runda      | Rotuz Bronów – BKS "Stal" Bielsko-Biała                                       | 1:1 (k. 5:3) | 22 sierpnia 2018     |
| 2019/2020 | Śląski ZPN grupa bielska I runda       | LKS Łodygowice – BKS "Stal" Bielsko-Biała                                     | 0:3 (w.o.)   | 3 sierpnia 2019      |
| 2019/2020 | II runda                               | BKS "Stal" Bielsko-Biała – MRKS Czechowice-Dziedzice                          | 1:8          | 21 sierpnia 2019     |
| 2020/2021 | Śląski ZPN grupa bielska I runda       | LKS Bestwina – BKS "Stal" Bielsko-Biała                                       | 0:3 (w.o.)   | 5 sierpnia 2020      |
| 2020/2021 | II runda                               | GLKS Wilkowice – BKS "Stal" Bielsko-Biała                                     | 1:1 (k. 4:3) | 7 sierpnia 2020      |
| 2021/2022 | Śląski ZPN grupa bielska I runda       | Czarni Jaworze – BKS "Stal" Bielsko-Biała                                     | 5:2          | 30 lipca 2021        |